# Saetosacculina degenerans
Saetosacculina degenerans är en fjärilsart som beskrevs av Edward Meyrick 1930. Saetosacculina degenerans ingår i släktet Saetosacculina och familjen vecklare. Inga underarter finns listade i Catalogue of Life.